# Educatieve software
Educatieve software is de verzamelnaam voor computerprogramma's die bij zelfstudie, alsook in scholen, instellingen en bedrijven worden ingezet om iets te leren.
Educatieve programma's worden ingezet in alle vakgebieden waar kennis en vaardigheden goed te meten en te oefenen zijn achter de computer: feitenkennis, regelkennis, vaardigheid in het toepassen van de regels. Ze zijn onder te verdelen in drie soorten: oefenprogramma's, testprogramma's en zogenaamde adaptieve programma's:
- Oefenprogramma's zijn programma's voor het aanleren van kennis of vaardigheden. Uitkomst van het werken met deze programma's is een verhoogd kennisniveau of verbeterde vaardigheden.

- Testprogramma's zijn programma's voor het uitvinden van het niveau van kennis of vaardigheid. Uitkomst van deze programma's is een rapport dat aangeeft welk niveau iemand heeft en waar de probleemgebieden zitten.

- Adaptieve programma's zijn interactieve programma's die eerst bepalen waar de hiaten in de individuele kennis zijn en gaan dan aan het werk om die gaten te dichten. Adaptieve programma's zijn dus een combinatie van oefenprogramma's en testprogramma's.

## Voorbeelden
- Celestia
- RoboMind